# Coppa d'Asia AFC Under-23 2016
La Coppa d'Asia AFC Under-23 2016 (in inglese 2016 AFC Under-23 Asian Cup) è stata la seconda edizione del torneo organizzato dalla Asian Football Confederation, la prima riservata alle nazionali under-23. La fase finale si è svolta in Qatar dal 12 al 30 gennaio 2016. Il torneo è valido anche come qualificazione per il torneo di calcio dei XXXI Giochi Olimpici.
Il torneo è stato vinto dal Giappone.

## Città e stadi
| Doha                                           | Doha                                   |
| ---------------------------------------------- | -------------------------------------- |
| Stadio Abdullah bin Khalifa (Lekhwiya Stadium) | Grand Hamad Stadium (Al-Arabi Stadium) |
| Capacità: 12.000                               | Capacità: 18.000                       |
|                                                |                                        |
|                                                |                                        |
| Doha                                           |                                        |
| Stadio Jassim bin Hamad (Al-Sadd Stadium)      | Stadio Qatar SC (Qatar SC Stadium)     |
| Capacità: 15.000                               | Capacità: 15.000                       |
|                                                |                                        |

## Qualificazioni
Il sorteggio per la fase a gironi delle qualificazioni si è svolto il 4 dicembre 2014. Alle qualificazioni hanno partecipato 43 squadre.

### Squadre qualificate
| Pr. | Squadra             | Data di qualificazione certa | Partecipante in quanto   | Partecipazioni precedenti |
| --- | ------------------- | ---------------------------- | ------------------------ | ------------------------- |
| 1   | Qatar               | 28 novembre 2014             | Paese organizzatore      | 0                         |
| 2   | Australia           | 31 marzo 2015                | 1ª classificata Gruppo F | 1 (2014)                  |
| 3   | Corea del Sud       | 31 marzo 2015                | 1ª classificata Gruppo H | 1 (2014)                  |
| 4   | Siria               | 31 marzo 2015                | 1ª classificata Gruppo E | 1 (2014)                  |
| 5   | Corea del Nord      | 31 marzo 2015                | 1ª classificata Gruppo G | 1 (2014)                  |
| 6   | Cina                | 31 marzo 2015                | 2ª classificata Gruppo J | 1 (2014)                  |
| 7   | Thailandia          | 31 marzo 2015                | 2ª classificata Gruppo G | 0                         |
| 8   | Arabia Saudita      | 31 marzo 2015                | 1ª classificata Gruppo C | 1 (2014)                  |
| 9   | Iran                | 31 marzo 2015                | 2ª classificata Gruppo C | 1 (2014)                  |
| 10  | Emirati Arabi Uniti | 31 marzo 2015                | 1ª classificata Gruppo D | 1 (2014)                  |
| 11  | Yemen               | 31 marzo 2015                | 2ª classificata Gruppo D | 1 (2014)                  |
| 12  | Giappone            | 31 marzo 2015                | 1ª classificata Gruppo I | 1 (2014)                  |
| 13  | Vietnam             | 31 marzo 2015                | 2ª classificata Gruppo I | 0                         |
| 14  | Iraq                | 31 marzo 2015                | 1ª classificata Gruppo A | 1 (2014)                  |

## Fase a gironi
Nella fase a gironi i primi due classificati avanzano alla fase ad eliminazione diretta

### Girone A

#### Classifica
| Pos. | Squadra | Pt | G | V | N | P | GF | GS | DR |
| ---- | ------- | -- | - | - | - | - | -- | -- | -- |
| 1.   | Qatar   | 9  | 3 | 3 | 0 | 0 | 9  | 4  | +5 |
| 2.   | Iran    | 6  | 3 | 2 | 0 | 1 | 6  | 4  | +2 |
| 3.   | Siria   | 3  | 3 | 1 | 0 | 2 | 5  | 7  | -2 |
| 4.   | Cina    | 0  | 3 | 0 | 0 | 3 | 4  | 9  | -5 |

#### Risultati
| Arbitro: | Chris Beath |

|  |           |                            |
|  | Marcatori | 64’ Motahari 72’ Mohammadi |

| Arbitro: | Kim Jong-hyeok |

|                                 |           |                  |
| Fadlalla 65’ (72) Alaaeldin 82’ | Marcatori | 43’ Liao Lisheng |

| Arbitro: | Hettikamkanamge Perera |

|                  |           |                                              |
| Liao Lisheng 21’ | Marcatori | 43’ (rig.), 53’ Kharbin 83’ Mahmoud Al Baher |

| Arbitro: | Mohd Amirul Izwan Yaacob |

|             |           |                            |
| Kamir 90+1’ | Marcatori | 35’ Alaaeldin 56’ Fadlalla |

| Arbitro: | Ahmed Al-Kaf |

|                                           |           |                             |
| A. Hassan 10’ A. Alaa 24’, 82’ A. Ali 28’ | Marcatori | Kalfa 4’ Kharbin 81’ (rig.) |

| Arbitro: | Ilgiz Tantashev |

|                                      |           |                                         |
| Motahari 38’ Pahlavan 40’ Torabi 48’ | Marcatori | Chang Feiya 40’ Liao Lisheng 70’ (rig.) |

### Girone B

#### Classifica
| Pos. | Squadra        | Pt | G | V | N | P | GF | GS | DR |
| ---- | -------------- | -- | - | - | - | - | -- | -- | -- |
| 1.   | Giappone       | 9  | 3 | 3 | 0 | 0 | 7  | 1  | +6 |
| 2.   | Corea del Nord | 2  | 3 | 0 | 2 | 1 | 5  | 6  | -1 |
| 3.   | Arabia Saudita | 2  | 3 | 0 | 2 | 1 | 5  | 6  | -1 |
| 4.   | Thailandia     | 2  | 3 | 0 | 2 | 1 | 3  | 7  | -4 |

#### Risultati
| Arbitro: | Alireza Faghani |

|         |           |  |
| Ueda 5’ | Marcatori |  |

| Arbitro: | Mohammed Abdulla Hassan Mohamed |

|                        |           |                   |
| Mohammed Al-Saiari 71’ | Marcatori | 84’ Pinyo Inpinit |

| Arbitro: | Ilgiz Tantashev |

|  |           |                                            |
|  | Marcatori | Suzuki 27’ Yajima 49’ Kubo 75’, 84’ (rig.) |

| Arbitro: | Adham Makhadmeh |

|                                                    |           |                                         |
| Kim Yong-il 27’ Yun Il-gwang 52’ Jang Kuk-chol 85’ | Marcatori | Kanno 40’ Al-Muwallad 62’ Al-Ghamdi 69’ |

| Arbitro: | Mohammed Abdulla Hassan Mohamed |

|                          |           |                                      |
| Abdullah Madu 57’ (rig.) | Marcatori | Ryōta Ōshima 32’ Yōsuke Ideguchi 53’ |

| Arbitro: | Mohd Amirul Izwan Yaacob |

|                                                 |           |                                                      |
| Yong-i 17’ Thossawat Limwannasathian 45’ (aut.) | Marcatori | Narubadin Weerawatnodom 30’ Chanathip Songkrasin 78’ |

### Girone C

#### Classifica
| Pos. | Squadra       | Pt | G | V | N | P | GF | GS | DR |
| ---- | ------------- | -- | - | - | - | - | -- | -- | -- |
| 1.   | Corea del Sud | 7  | 3 | 2 | 1 | 0 | 8  | 2  | +6 |
| 2.   | Iraq          | 7  | 3 | 2 | 1 | 0 | 6  | 3  | +3 |
| 3.   | Uzbekistan    | 3  | 3 | 1 | 0 | 2 | 6  | 6  | 0  |
| 4.   | Yemen         | 0  | 3 | 0 | 0 | 3 | 1  | 10 | -9 |

#### Risultati
| Arbitro: | Ryuji Sato |

|                           |           |  |
| Faez 36’ (rig.) Husni 39’ | Marcatori |  |

| Arbitro: | Fahad Al-Mirdasi |

|                                |           |               |
| Moon Chang-jin 20’ (rig.), 40’ | Marcatori | 57’ Khamdamov |

| Arbitro: | Dmitriy Mashentsev |

|  |           |                                                                   |
|  | Marcatori | Kwon Chang-hoon 14’, 31’, 41’ Ryu Seung-woo 72’ Kim Seung-jun 76’ |

| Arbitro: | Ahmed Al-Kaf |

|                           |           |                                |
| Khamdamov 1’ Khakimov 79’ | Marcatori | Attwan 38’ Kamel 43’ Tariq 84’ |

| Arbitro: | Abdulrahman Al-Jassim |

|                   |           |              |
| Amjad Walid 90+2’ | Marcatori | 22’ Kim Hyun |

| Arbitro: | Ma Ning |

|                                           |           |                  |
| Sokhibov 18’ Sergeev 68’ Masharipov 90+3’ | Marcatori | A. Al-Sarori 82’ |

### Girone D

#### Classifica
| Pos. | Squadra             | Pt | G | V | N | P | GF | GS | DR |
| ---- | ------------------- | -- | - | - | - | - | -- | -- | -- |
| 1.   | Emirati Arabi Uniti | 7  | 3 | 2 | 1 | 0 | 4  | 2  | +2 |
| 2.   | Giordania           | 5  | 3 | 1 | 2 | 0 | 3  | 1  | +2 |
| 3.   | Australia           | 4  | 3 | 1 | 1 | 1 | 2  | 1  | +1 |
| 4.   | Vietnam             | 0  | 3 | 0 | 0 | 3 | 3  | 8  | -5 |

#### Risultati
| Arbitro: | Ma Ning |

|                              |           |                 |
| Faisal 38’, 72’ Manasrah 68’ | Marcatori | Đỗ Duy Mạnh 87’ |

| Arbitro: | Abdulrahman Al-Jassim |

|  |           |                                 |
|  | Marcatori | Giancarlo Gallifuoco 86’ (aut.) |

| Arbitro: | Ali Sabah |

|  |           |                          |
|  | Marcatori | 2’ Donachie 61’ Maclaren |

| Doha 17 gennaio 2016, ore 19:30 | Emirati Arabi Uniti | 0 – 0 referto | Giordania | Stadio Qatar SC\| Arbitro: \| Kim Jong-hyeok \| |
| Arbitro:                        | Kim Jong-hyeok      |               |           |                                                 |

| Doha 20 gennaio 2016, ore 19:30 | Giordania  | 0 – 0 referto | Australia | Stadio Qatar SC\| Arbitro: \| Ryuji Sato \| |
| Arbitro:                        | Ryuji Sato |               |           |                                             |

| Arbitro: | Fahad Al-Mirdasi |

|                                                                |           |                                                   |
| Phạm Hoàng Lâm 65’ (aut.) M. Al-Akbari 74’ Al-Attas 78’ (rig.) | Marcatori | Nguyễn Công Phượng 24’ (rig.) Nguyễn Tuấn Anh 68’ |

## Fase a eliminazione diretta
|  | Quarti di finale    | Quarti di finale  |                   |            | Semifinali                | Semifinali                |  |  | Finale            | Finale |
|  |                     |                   |                   |            |                           |                           |  |  |                   |        |
|  | 22 gennaio - Doha   |                   |                   |            |                           |                           |  |  |                   |        |
|  |                     |                   |                   |            |                           |                           |  |  |                   |        |
|  | Qatar               | 2                 |                   |            |                           |                           |  |  |                   |        |
|  | Qatar               | 2                 | 26 gennaio - Doha |            |                           |                           |  |  |                   |        |
|  | Corea del Nord      | 1                 |                   |            |                           |                           |  |  |                   |        |
|  | Corea del Nord      | 1                 | Qatar             | 1          |                           |                           |  |  |                   |        |
|  | 23 gennaio - Doha   |                   | Qatar             | 1          |                           |                           |  |  |                   |        |
|  |                     | Corea del Sud     | 3                 |            |                           |                           |  |  |                   |        |
|  | Corea del Sud       | Corea del Sud     | 3                 | 1          |                           |                           |  |  |                   |        |
|  | Corea del Sud       |                   | 30 gennaio - Doha | 1          |                           |                           |  |  |                   |        |
|  | Giordania           | 0                 |                   |            |                           |                           |  |  |                   |        |
|  | Giordania           | 0                 | Corea del Sud     | 2          |                           |                           |  |  |                   |        |
|  | 22 gennaio - Doha   |                   | Corea del Sud     | 2          |                           |                           |  |  |                   |        |
|  |                     | Giappone          | 3                 |            |                           |                           |  |  |                   |        |
|  | Giappone            | Giappone          | 3                 | 3          |                           |                           |  |  |                   |        |
|  | Giappone            | 26 gennaio - Doha |                   | 3          |                           |                           |  |  |                   |        |
|  | Iran                | 0                 |                   |            |                           |                           |  |  |                   |        |
|  | Iran                | 0                 | Giappone          | 2          | Finale per il terzo posto | Finale per il terzo posto |  |  |                   |        |
|  | 23 gennaio - Doha   |                   | Giappone          | 2          | Finale per il terzo posto | Finale per il terzo posto |  |  |                   |        |
|  |                     | Iraq              | 1                 |            |                           |                           |  |  |                   |        |
|  | Emirati Arabi Uniti | Iraq              | 1                 | 1          | Qatar                     | 1                         |  |  |                   |        |
|  | Emirati Arabi Uniti |                   |                   | 1          | Qatar                     | 1                         |  |  |                   |        |
|  | Iraq                | 3                 |                   | Iraq (dcr) | 2                         |                           |  |  |                   |        |
|  | Iraq                | 3                 |                   |            | 2                         |                           |  |  |                   |        |
|  |                     |                   |                   |            |                           |                           |  |  | 29 gennaio - Doha |        |
|  |                     |                   |                   |            |                           |                           |  |  |                   |        |

### Quarti di finale
| Arbitro: | Hettikamkanamge Perera |

|                                  |           |  |
| Toyokawa 95’ Nakajima 108’, 110’ | Marcatori |  |

| Arbitro: | Ilgiz Tantashev |

|                                |           |                    |
| A. Afif 6’ (rig.) A. Assad 92’ | Marcatori | So Kyong-jin 90+1’ |

| Arbitro: | Alireza Faghani |

|                    |           |  |
| Moon Chang-jin 23’ | Marcatori |  |

| Arbitro: | Chris Beath |

|                    |           |                                           |
| Alaa A. 75’ (aut.) | Marcatori | 77’ Husni 103’ Abdul-Raheem 120+3’ Attwan |

### Semifinali
| Arbitro: | Mohd Amirul Izwan Yaacob |

|                         |           |           |
| Kubo 26’ Harakawa 90+3’ | Marcatori | Natiq 43’ |

| Arbitro: | Hettikamkanamge Perera |

|             |           |                                                            |
| A. Alaa 79’ | Marcatori | Ryu Seung-woo 48’ Kwon Chang-hoon 89’ Moon Chang-jin 90+5’ |

### Finale per il 3º posto
| Arbitro: | Ahmed Al-Kaf |

|             |           |                               |
| A. Alaa 27’ | Marcatori | Abdul-Raheem 86’ Hussein 109’ |

### Finale
| Arbitro: | Abdulrahman Al-Jassim |

|                                       |           |                           |
| Kwon Chang-hoon 20’ Jin Sung-wook 47’ | Marcatori | Asano 67’, 81’ Yajima 68’ |